# Mesa (géomorphologie)
Pour les articles homonymes, voir Mesa.
Ne doit pas être confondu avec Tuya, Inselberg ou Tepuy.

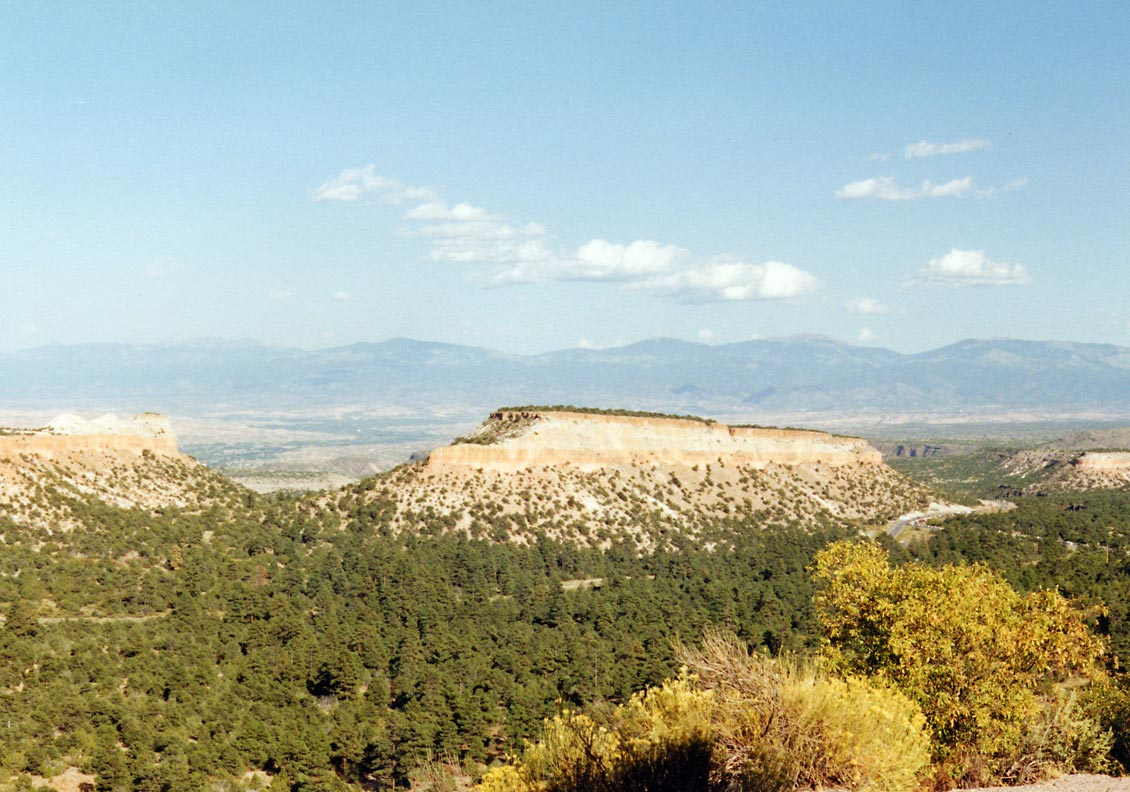
Mesa près de Los Alamos, Nouveau-Mexique.

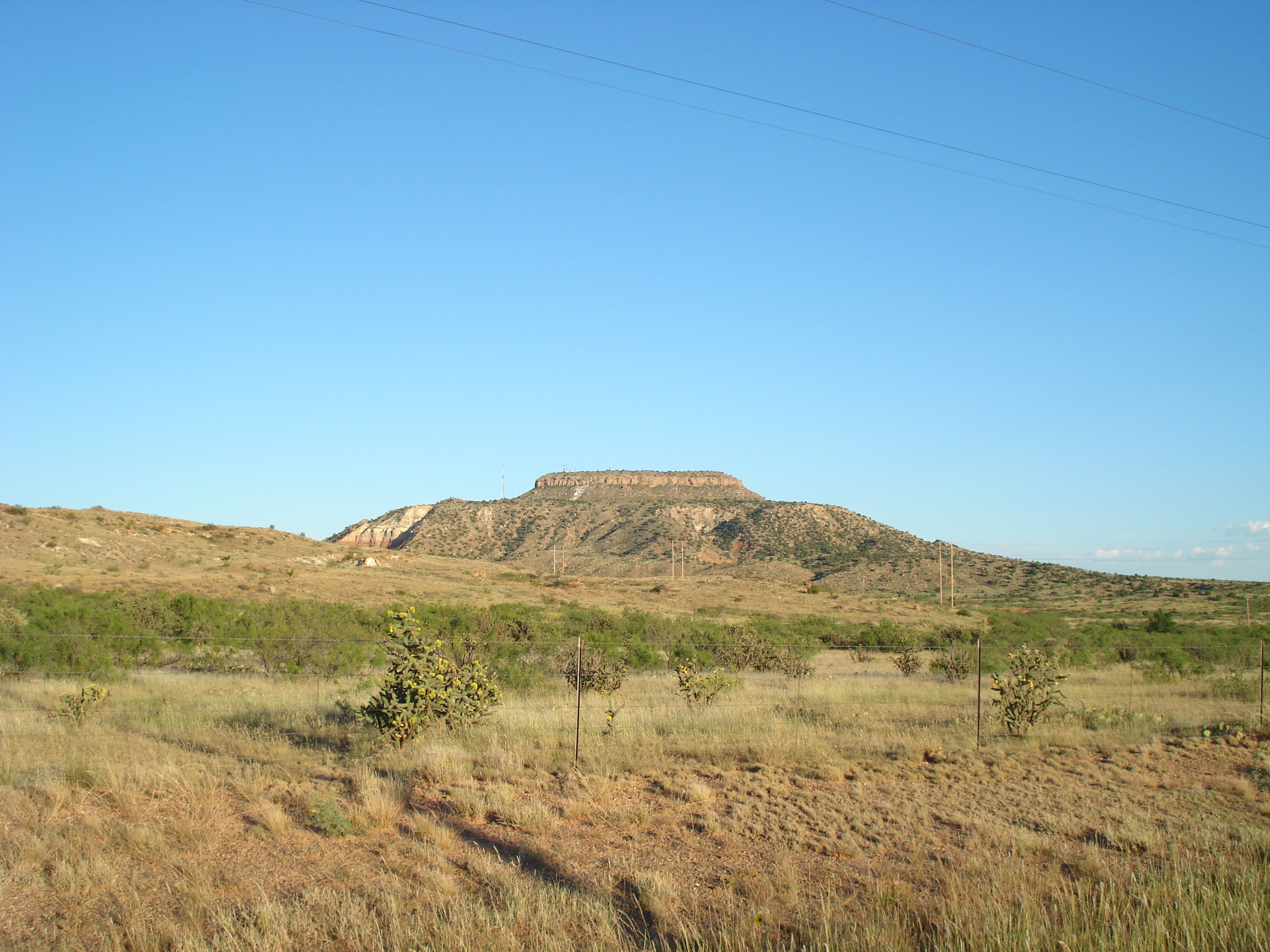
Tucumcari Mountain près de Tucumcari, Nouveau-Mexique.

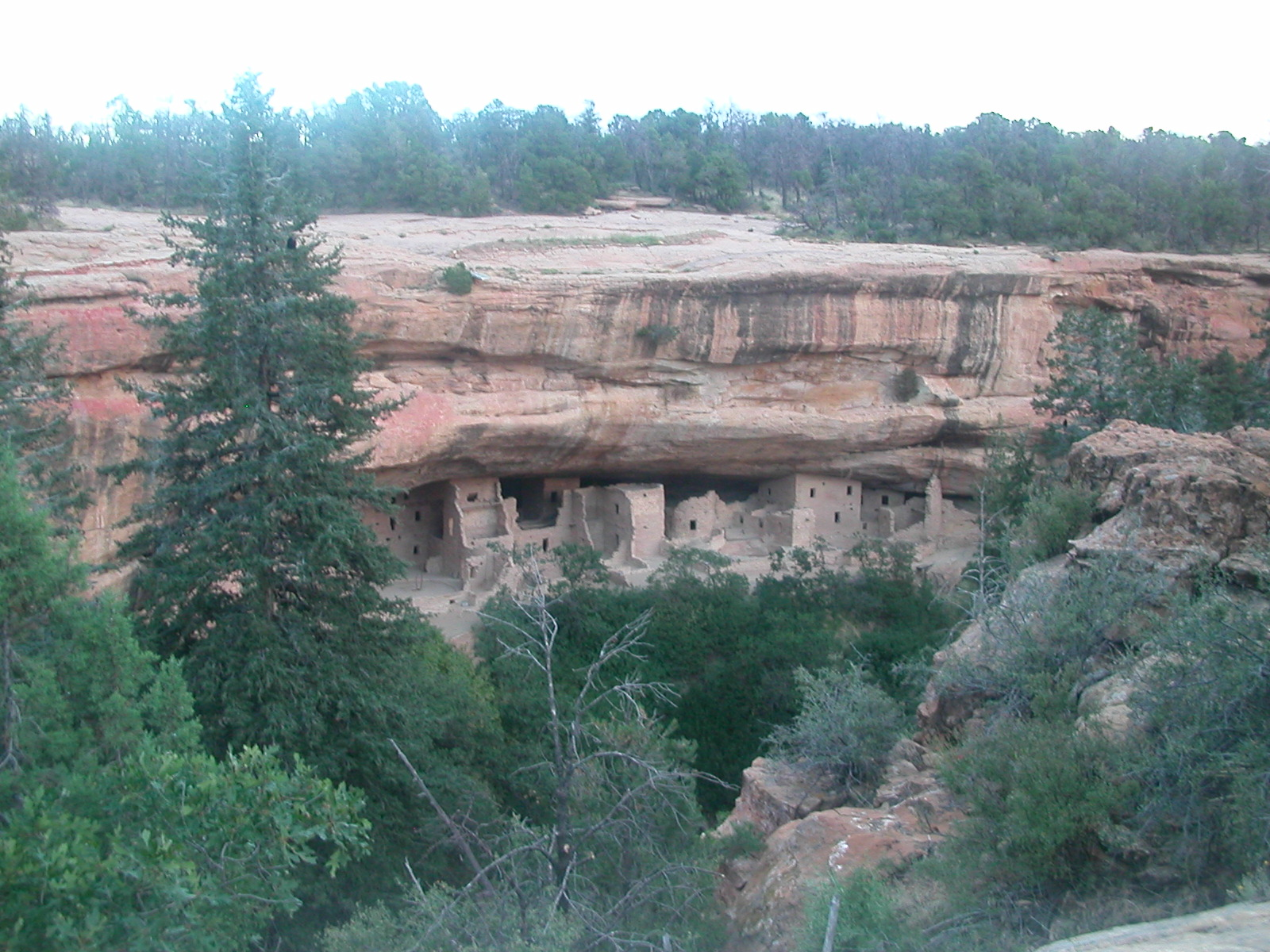
Mesa verde, Colorado (États-Unis).

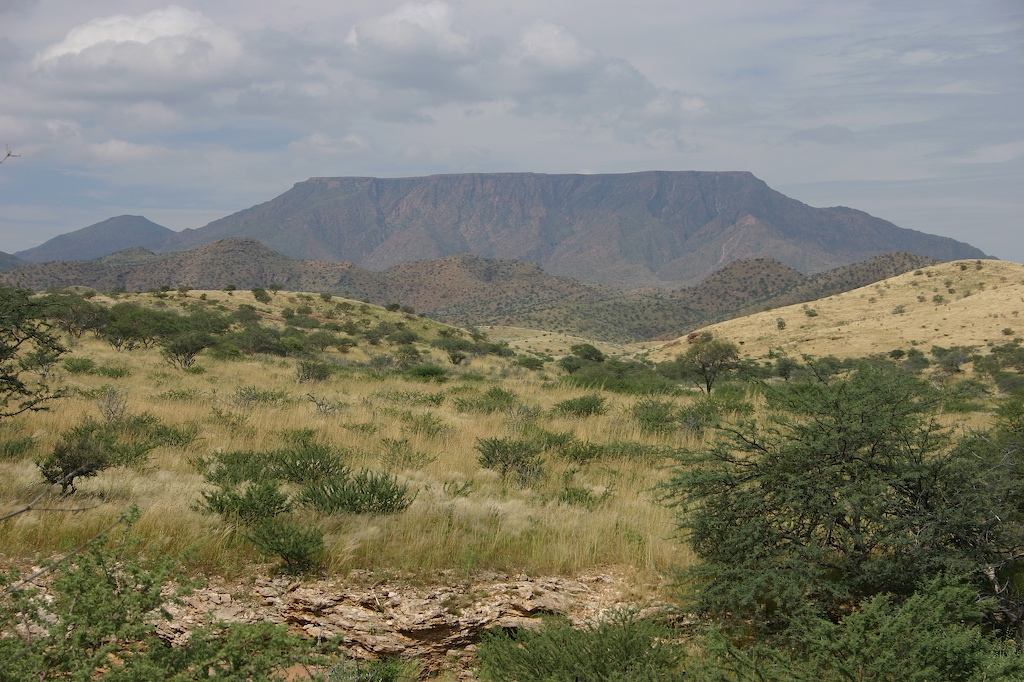
Gamsberg, Namibie.

Une mesa (espagnol pour « table ») est un petit plateau ou une grande butte à sommet plat et aux versants abrupts.
La mesa est un relief tabulaire caractéristique des paysages arides, en particulier dans le Sud-Ouest des États-Unis (Nouveau-Mexique, Colorado, Idaho, Utah) généralement formé par l'érosion différentielle et des mouvements tectoniques. 
Il existe de nombreux exemples de mesas à travers le monde, notamment en Espagne, en Afrique, en Inde, en Arabie saoudite et en Australie. La Grand Mesa du Colorado est considérée comme la plus imposante.

## Géomorphologie
En général, les mesas sont des témoins de surfaces d'aplanissement qui ont été incisées lors de la baisse du niveau de base. Ces incisions ont formé des canyons qui se sont élargis progressivement jusqu'à isoler les mesas les unes des autres.
En contexte volcanique, une mesa correspond à une inversion de relief, résultant de la mise en élévation de coulées de lave initialement épanchées dans une vallée ou une dépression d'un plateau dont les matériaux sont moins résistants (sédimentaires, volcaniques, cristallins) et facilement dégagés par l'érosion. La mise en relief de cette portion du plateau tient à la protection de l'érosion ultérieure différentielle par une carapace basaltique. Les talwegs qui étaient des points bas du paysage se retrouvent être les points hauts de la région. Ces coulées initiales sont elles aussi morcelées par l'érosion et constituent des paysages de buttes à sommets plat dans différents types de contextes climatiques. On en trouve par exemple :
- en Limagne ; ce sont des tables basaltiques en lanières dégagées à la suite d'un déblaiement plio-quaternaire[2] : plateau de Gergovie, montagne de la Serre qui « fossilise » la faille bordière de Limagne[3] ;
- en Aubrac et Cézallier.

## Sur Mars
Le terme est également utilisé en géomorphologie planétaire. Une zone de transition sur Mars, connue sous le nom de « terrain tourmenté » (fretted terrain en anglais), se situe entre hauts plateaux très impactés de cratères et les plaines moins impactées. Les plus jeunes plaines accueillent des mesas (appelées mensae dans ce contexte) et des montagnes aux pentes très abruptes. Ces mesas et ces montagnes sont séparées par de larges plaines. Le relief Cydonia Mensae en est un exemple.